# Claudio Castellini

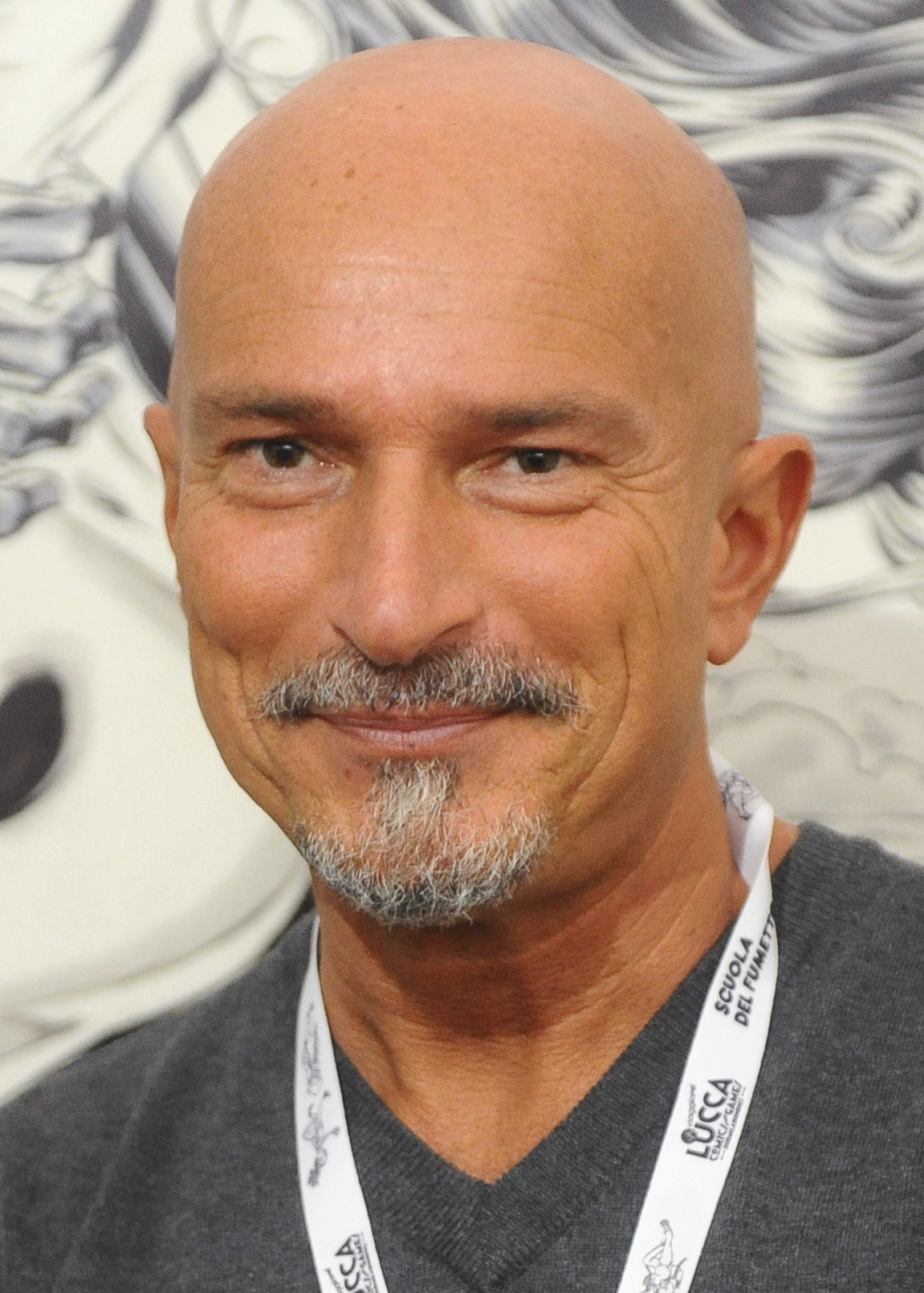
Claudio Castellini - Lucca Comics & Games 2015

Claudio Castellini (* 3. März 1966) ist ein italienischer Comiczeichner.

## Leben und Arbeit
Castellini, dessen Zeichenstil unter anderem durch die Amerikaner Neal Adams und John Buscema beeinflusst ist, begann in den späten 1980er Jahren als hauptberuflicher Comiczeichner zu arbeiten. Seine erste veröffentlichte Arbeit, eine Geschichte um den Charakter „Dylan Dog“ (Dylan Dog #30), erschien 1989 bei dem italienischen Verlag Sergio Bonelli Editore.
1991 legte Castellini mit der Science-Fiction-Serie Nathan Never, deren Cover er bis zur Ausgabe #59 (1996) zeichnete, erstmals einen Comic vor, dessen Konzept er selbst entwickelt hatte.
Kurz darauf konnte er auf dem US-amerikanischen Comicmark Fuß fassen: Dort fand er zunächst Arbeit als Zeichner für die Serie Fantastic Four: Unlimited (1993-1994; #4-13), sowie als Co-Zeichner von Projekten wie Silver Surfer: Annual #7 (1994) und Official marvel index to the X-Men #5 (1994). Mit der von Ron Marz und Peter David verfassten, verlagsübergreifenden Miniserie DC vs. Marvel/Marvel vs. DC von 1996, für die Castellini neben Dan Jurgens die Zeichnungen lieferte, wurde er in den Vereinigten Staaten branchenweit bekannt. Es folgten Projekte wie der, ebenfalls von Marz verfasste, graphische Roman Silver Surfer: Dangerous Artifacts (1996), ein Poster für Green Lantern Gallery #1 (1996), sowie für die Miniserien Conan the Barbarian: Conan and the Stalker of the Woods (1997; 1-3) und Conan the Barbarian: River of Blood (1998; #1-3).
Hinzu kamen Aufträge als Cover-Zeichner für Ekectra Magazine (1996; #1-2) und Cosmic Powers: Unlimited (1995; #1-4). Danach übernahm Castellini zahlreiche Gastzeichnerjobs, so für  Best Comics #24, Starblast #1 (1994), Captain Marvel #1 (1995), Peter Parker: Spider-Man (1997; #77), Shadow & Light #3 (1998), Blade: Sins of the Father #1 (1998), X-Men Unlimited #23 (1998), Star Wars: Star Wars Tales #1-2 (1999), Dark Horse Presents #137, CrossGen Chronicles #1 (2000), CrossGen Sampler #1 (2000), Robotech #5 (2003; Cover), Thundercats: The Return #4 (2003; Cover), The Mighty Thor: Lord of Asgard #57, 66 (2003), Captain Marvel #9 (2003), America's Best Comics (2004), Fantastic Four: Foes #6 (2005) und Red Sonja #14 (2006).
Festere Engagements nahm Castellini in jüngeren Jahren für die sechsteilige Miniserie Wolverine: The End (2004), sowie die Serien Batman: Gotham Knights (2005; # 19,69-74), Superman/Batman (2007; #37, 38) und Countdown (2007; #22, 24-26).